# Metropolys (nationale)
Pour les articles homonymes, voir Metropolys (Lille) et Metropolys.
Metropolys est une station de radio de style américain fondée par André Hibon, Antoine Gabert dans le Nord de la France en 1981. Par la suite, elle absorbe Kiss FM puis fusionne avec Maxximum pour devenir M40 et enfin RTL2.

## Historique

### Les débuts
Radio Metropolys est créé au moment de la libéralisation des ondes, en 1981 à Roubaix dans le Nord-Pas-de-Calais par André Hibon et Antoine Gabert,.
La radio est relancée en 1984 à Marcq-en-Barœul près de Lille par deux anciens animateurs de Radio Arc-en-ciel dans le Nord, Philippe Schemberg et Bruno Lecluse, sur le 92 FM.
En 1986, les dirigeants de Metropolys créent une société Médialeaders qui est commune à Radio Arc-en-ciel. L'audience record atteint 23,7 % d'audience à Lille, les annonceurs publicitaires sont au rendez-vous. La maison de disques CBS records (Sony Music) entre au capital de la société Médialeaders ce qui permet à Metropolys développer son réseau le Nord puis dans le reste de la France,.
En 1987, il y a aussi une version de langue néerlandaise de nommée Flanders Golden Hitradio. En 1988, la CNCL (CSA) suspend Metropolys pendant dix jours à la suite du dépassement de la puissance d'émission. En 1989, Metropolys débute la diffusion de ses programmes par satellite.

### De la fusion avec Kiss FM à M40
Après validation du CSA Metropolys reprend le réseau Kiss FM, ce qui lui permet d'obtenir une fréquence à Paris. Le 8 mars 1990 à 20 h 00 les réseaux Kiss FM et Metropolys fusionnent pour devenir Kiss-Metropolys. Très vite le réseau reprend le nom Metropolys et continue de se développer jusqu'à atteindre 118 fréquences en France, Belgique et Suisse en 1990.
En 1990 la Compagnie luxembourgeoise de télédiffusion (CLT) cherche à étendre son réseau Maxximum, mais malgré son succès d'audience la station dance connait des difficultés financières. Le développement de Maxximum appartenant à la CLT (87 %) et à Bayard Presse (13 %) se trouve limité par la loi anti-concentration des médias, alors très restrictive, elle limite à 15 millions d'auditeurs pour un même bassin d'audience. Or la CLT possède déjà RTL en France qui a un réseau très développé.
En août 1991 la CLT trouve un arrangement financier, pour ne pas abandonner son réseau elle réduit son capital dans Maxximum au profit d'un partenaire financier, la SER (filiale du groupe espagnole de presse Prisa qui souhaite se développer en Europe). La SER en devient le premier actionnaire avec 48,05 % une autre partie 13,72 % est cédé aux propriétaires du réseau Métropolys (les sociétés Sony Music, Cicom, Nord Média Diffusion et Médialeaders (Bruno Lecluse).
La SER aussi actionnaire de Metropolys, organise la fusion de Metropolys et Maxximum l'annonce est faite aux auditeurs le 30 décembre 1991. Dès le 6 janvier 1992 à minuit les deux stations deviennent M40, le « M » servant de référence aux deux anciennes radios. La CLT demeure minoritaire dans le capital de la nouvelle entité (35,73 %), détenue à 48,05 % par la SER. Le reste du capital se partage entre Sony Music (13,40 %), Jean-Claude Nicole, Bruno Lecluse et Bayard presse (2,82%). L'évolution de la programmation musicale au format Top 40 ne répond pas aux attentes des anciens auditeurs de Metropolys et de Maxximum mais surtout ne parvient pas en attirer pas de nouveaux.  
Le CSA lui demande d'augmenter la part des chansons francophones diffusées à l'antenne puis, peu de temps après cette fusion, la SER fait savoir à la CLT qu'elle souhaite, pour des raisons de restructuration interne, lui céder les 48,05 % qu'elle détient dans M40. La CLT les rachète puis négocie les parts restantes auprès de Sony Music France et Médialeaders. Cette opération devient possible pour la CLT avec le rehaussement du seuil anti-concentration des médias.
Le 18 janvier 1995, M40 devient RTL1, sans demander l'accord au CSA. Après la plainte d'Europe 1, qui juge le nom trop proche du sien, RTL1 est rebaptisée RTL2.

### Identité visuelle (logo)

Logo de Metropolys de 1981 à 1984.
Logo de Metropolys de 1984 à 1986.
Logo de Metropolys en 1986
Logo de Metropolys jusqu'en 1990.
Logo transitoire en mars 1990 à la fusion avec Kiss FM en 1990.
Logo de Metropolys après la fusion avec Kiss FM en 1990.
Logo transitoire de M40.

## Journalistes
- Lionel Gougelot, Sylvie Dumaine, Bertrand Galamez, Marie Dufour

## Dirigeants
- 1981-1984 : André Hibon, Antoine Gabert
- 1984-1991 : Bruno Lecluse, Philippe Schemberg

## Audience
Audience de 1981 à 1989 dans le Nord : 5,0 % fin 1981, 17,6 % fin 1987, 24,0 % fin 1989[réf. nécessaire].